# Teatro del Soho
El teatro del Soho, ubicado en el antiguo teatro Alameda (1961-2018), es un teatro privado de la ciudad de Málaga, España. Está situado en la calle Córdoba, en el barrio del Ensanche Heredia, en el distrito Centro. Su propietario es el actor malagueño Antonio Banderas.

## Historia

### Antecedentes
El Cine Pascualini se inauguró en la Alameda de Carlos Haës, la actual calle Córdoba, en 1907, cuyo propietario Emilio Pascual Marcos trajo los primeros largometrajes de la industria de Hollywood. Dicho establecimiento fue destruido debido a unas bombas arrojadas durante la Guerra civil española. Durante la década de 1940 se convirtió en el parque de atracciones El Palacio de Cristal y en los años 1950 fue el cine de verano al aire libre Terraza Alameda. Asimismo, algunos espectáculos circenses también se instalaban en este espacio urbano.
El 22 de diciembre de 1961 se inauguró el nuevo teatro Alameda en el edificio con la ópera La serva padrona. Durante sus sesenta años de historia, el único teatro privado de gran formato incluyó en su programación todo tipo de espectáculos: comedia, drama, ballet, zarzuela, jazz, entre otros. Fue sede complementaria de diversos eventos como el Festival de Teatro, el Carnaval de Málaga, el FANCINE o el Festival de Málaga de Cine Español. El teatro programaba durante este periodo una media de 40 espectáculos al año, además de dos salas para proyecciones cinematográficas. El teatro cesó su actividad como Teatro Alameda el 31 de mayo de 2018.

### Teatro del Soho
El 29 de septiembre de 2017, el actor Antonio Banderas anunció el arrendamiento del espacio escénico para desarrollar en él su proyecto teatral, con una inversión inicial de dos millones de euros. En enero de 2019 Lluís Pasqual fue elegido como director, aunque abandonó dicho proyecto justo un año después. Su reapertura, rebautizado como Teatro del Soho, se produjo con la representación del musical A Chorus Line, el 15 de noviembre de 2019.
El teatro del Soho cuenta con una gran sala de 896 localidades, sastrería, zona de restauración y bar.
El 1 de julio de 2020 se anunció que sería la sede de los Premios Goya 2021, cuyos presentadores fueron Antonio Banderas y María Casado.
Producciones propias
| Título                  | Dirección                     | Fecha de estreno        | Fecha de cierre     |
| ----------------------- | ----------------------------- | ----------------------- | ------------------- |
| A Chorus Line           | Baayork Lee, Antonio Banderas | 15 de noviembre de 2019 | 26 de enero de 2020 |
| En la pista             | Marc Montserrat-Drukker       | 17 de junio de 2021     | 18 de julio de 2021 |
| Company                 | Antonio Banderas              | 17 de noviembre de 2021 | 3 de abril de 2022  |
| Godspell                | Emilio Aragón                 | 3 de noviembre de 2022  | 8 de enero de 2023  |
| Tocando nuestra canción | Antonio Banderas              | 6 de junio de 2024      | 21 de julio de 2024 |
| Gypsy                   | Antonio Banderas              | 17 de octubre de 2024   | 12 de enero de 2025 |